# Gioacchino di Danimarca
Gioacchino di Danimarca (nome completo in danese Joachim Holger Waldemar Christian; Copenaghen, 7 giugno 1969) è un principe danese.
È il figlio minore della regina Margherita II e del principe Henrik.

## Biografia

### Gioventù e studi
Il principe Gioacchino è nato alle 4:30 del 7 giugno 1969 nel Rigshospitalet di Copenaghen. Venne battezzato il 15 luglio ad Aarhus nella cattedrale di San Clemente. Ebbe come padrini la zia Benedetta, Cristina di Svezia, lo zio Jean e Harald di Norvegia.
Dal 1974 fu sia studente privato nel palazzo di Amalienborg, fino al 1976, che studente della Krebs' Skole, fino al 1982. Ricevette la cresima al palazzo di Fredensborg il 10 giugno dello stesso anno. Da allora studiò all'École des Roches, in Normandia, fino al 1983 e si diplomò presso l'Øregaard Gymnasium nel 1986. Partito per l'Australia, lavorò in una fattoria vicino Wagga Wagga fino al 1987.
Dal 1991 al 1993 completò gli studi in economia agricola alla Classenske Agerbrugskole Næsgaard di Falster. Oltre al danese, parla in francese, inglese e tedesco.

### Servizio militare e carriera
Dal 1987 fu una recluta del Dronningens Livregiment e nel 1988 gli venne conferito il grado di sergente. Nel 1989 divenne tenente di riserva e comandò uno squadrone di carri armati nel Prinsens Livregiment fino al 1990, quando giunse la nomina a primo tenente di riserva. Nel 1992 fu elevato al rango di capitano di riserva e dal 1993 al 1995 lavorò all'A.P. Møller - Mærsk a Hong Kong e in Francia.
Tra il 1996 e il 2004 comandò un altro squadrone di carri armati nelle forze di mobilitazione del Prinsens Livregiment. Dal 2005 fu impiegato alla Danske Division come maggiore di riserva. Nel 2011 venne nominato tenente colonnello di riserva, poi capo del Gruppo degli Ufficiali di Collegamento nella regione di Difesa Totale della Danimarca Meridionale.
Nell'aprile del 2015 ricevette il grado di tenente di riserva e dal 1⁰ novembre ricoprì il ruolo di consigliere speciale per la difesa. Nel settembre 2019 iniziò in due parti distinte a formarsi presso l'École militaire, diventando il primo ufficiale danese a concludervi un percorso d'istruzione completo, nel 2020. Dal mese di settembre fu addetto alla difesa nell'ambasciata a Parigi, ottenendo il grado di brigadier generale. Dal 1⁰ settembre 2023 lavora presso l'ambasciata a Washington come addetto all'industria militare.

### Vita privata

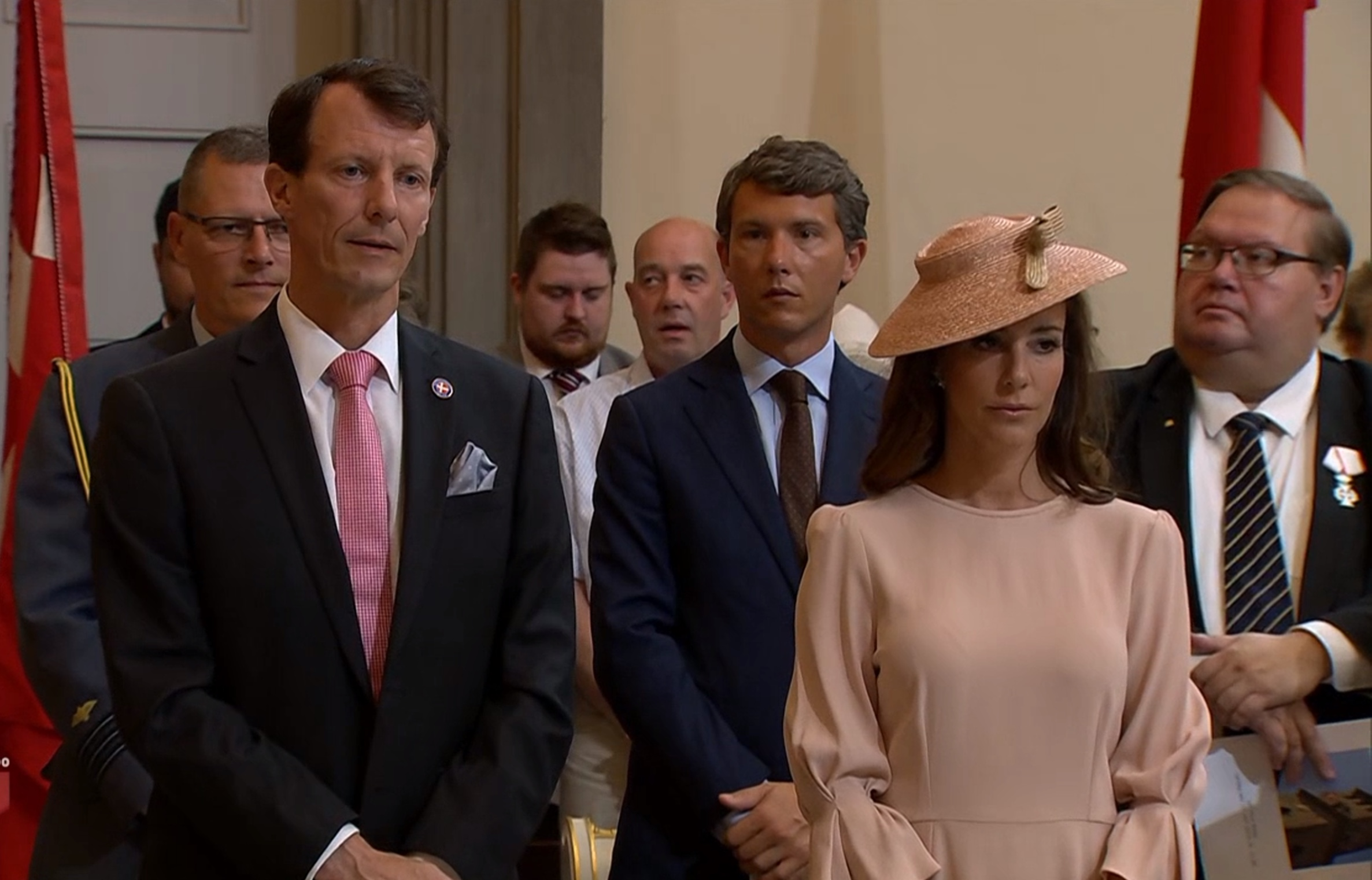
Gioacchino e Marie nella cattedrale di Nostra Signora a Copenaghen all'800⁰ anniversario del Dannebrog, 2019

Nel 1978 ricevette come regalo di Natale il castello di Schackenborg dai conti Hans e Karin Schack che, poiché senza figli, decisero di destinare la residenza alla monarchia secondo una vecchia disposizione che indicava questa procedura in caso di estinzione della famiglia. Il principe abitò e gestì la tenuta dal 1993 fino al 2014, quando si trasferì con la famiglia a Copenaghen. Il 30 giugno venne così istituito lo Schackenborg Fonden per obiettivi di beneficenza, conservazione e apertura al pubblico del castello. Gioacchino è mecenate della fondazione e gestisce attività agricole e forestali.
Nel maggio del 1995 si tenne l'annuncio del suo fidanzamento con Alexandra Manley, conosciuta a Hong Kong. Si sposarono il 18 novembre, ma nel 2004 si separarono per giungere al divorzio un anno dopo. Nell'ottobre del 2007 venne ufficializzato il suo fidanzamento con Marie Cavallier, che sposò il 24 maggio 2008.
Il 1⁰ gennaio 2023 i suoi figli di entrambi i matrimoni furono privati del titolo di "principi di Danimarca" su decisione della regina Margherita II, in maniera che potessero condurre una vita meno vincolata alla monarchia. Tale decisione fu precedentemente annunciata il 28 settembre del 2022 e Gioacchino espresse il proprio disappunto in un'intervista al quotidiano B.T. pubblicata il giorno seguente.

## Discendenza
Gioacchino di Danimarca e Alexandra Manley hanno due figli:
- Nikolai William Alexander Frederik, conte di Monpezat (nato il 28 agosto 1999);[3]
- Felix Henrik Valdemar Christian, conte di Monpezat (nato il 22 luglio 2002).[3]

Con la seconda moglie Marie Cavallier ha un figlio e una figlia:
- Henrik Carl Joachim Alain, conte di Monpezat (nato il 4 maggio 2009);[9]
- Athena Marguerite Françoise Marie, contessa di Monpezat (nata il 24 gennaio 2012).[10]

## Titoli e trattamento
- 7 giugno 1969 - 29 aprile 2008: Sua Altezza Reale, il principe Gioacchino di Danimarca
- 29 aprile 2008 - attuale: Sua Altezza Reale, il principe Gioacchino di Danimarca, conte di Monpezat[11]
  - in danese: Hans Kongelige Højhed, prins Joachim til Danmark, greve af Monpezat.

## Ascendenza
|                                    |                          |                                      | Genitori                                       |  |  | Nonni |  |  | Bisnonni                           |  |  | Trisnonni                             |  |
|                                    |                          |                                      |                                                |  |  |       |  |  | Conte Henri de Laborde de Monpezat |  |  | Conte Aristide de Laborde de Monpezat |  |
|                                    |                          |                                      |                                                |  |  |       |  |  | Conte Henri de Laborde de Monpezat |  |  | Conte Aristide de Laborde de Monpezat |  |
|                                    |                          | Jeanne-Emilie Borde                  |                                                |  |  |       |  |  | Conte Henri de Laborde de Monpezat |  |  |                                       |  |
| Conte André de Laborde de Monpezat |                          |                                      |                                                |  |  |       |  |  | Conte Henri de Laborde de Monpezat |  |  |                                       |  |
|                                    |                          | Henriette Hallberg                   | Eugene Hallberg                                |  |  |       |  |  |                                    |  |  |                                       |  |
|                                    |                          | Henriette Hallberg                   | Eugene Hallberg                                |  |  |       |  |  |                                    |  |  |                                       |  |
|                                    |                          | Henriette Hallberg                   | Clara Vernhes                                  |  |  |       |  |  |                                    |  |  |                                       |  |
| Principe Henrik di Danimarca       |                          | Henriette Hallberg                   |                                                |  |  |       |  |  |                                    |  |  |                                       |  |
|                                    |                          | Maurice Yvonne Doursenot             | Jean-Alfred Yvonne Doursenot                   |  |  |       |  |  |                                    |  |  |                                       |  |
|                                    |                          | Maurice Yvonne Doursenot             | Jean-Alfred Yvonne Doursenot                   |  |  |       |  |  |                                    |  |  |                                       |  |
|                                    |                          | Maurice Yvonne Doursenot             | Marie-Louise Barriere                          |  |  |       |  |  |                                    |  |  |                                       |  |
| Renée Yvonne Doursenot             |                          | Maurice Yvonne Doursenot             |                                                |  |  |       |  |  |                                    |  |  |                                       |  |
|                                    |                          | Marthe Gay                           | Leonard Gay                                    |  |  |       |  |  |                                    |  |  |                                       |  |
|                                    |                          | Marthe Gay                           | Leonard Gay                                    |  |  |       |  |  |                                    |  |  |                                       |  |
|                                    |                          | Marthe Gay                           | Margherite Laforest                            |  |  |       |  |  |                                    |  |  |                                       |  |
| Gioacchino di Danimarca            |                          | Marthe Gay                           |                                                |  |  |       |  |  |                                    |  |  |                                       |  |
|                                    | Cristiano X di Danimarca | Federico VIII di Danimarca           |                                                |  |  |       |  |  |                                    |  |  |                                       |  |
|                                    | Cristiano X di Danimarca | Federico VIII di Danimarca           |                                                |  |  |       |  |  |                                    |  |  |                                       |  |
|                                    | Cristiano X di Danimarca | Luisa di Svezia                      |                                                |  |  |       |  |  |                                    |  |  |                                       |  |
| Federico IX di Danimarca           | Cristiano X di Danimarca |                                      |                                                |  |  |       |  |  |                                    |  |  |                                       |  |
|                                    |                          | Alessandrina di Meclemburgo-Schwerin | Federico Francesco III di Meclemburgo-Schwerin |  |  |       |  |  |                                    |  |  |                                       |  |
|                                    |                          | Alessandrina di Meclemburgo-Schwerin | Federico Francesco III di Meclemburgo-Schwerin |  |  |       |  |  |                                    |  |  |                                       |  |
|                                    |                          | Alessandrina di Meclemburgo-Schwerin | Anastasija Michajlovna Romanova                |  |  |       |  |  |                                    |  |  |                                       |  |
| Margherita II di Danimarca         |                          | Alessandrina di Meclemburgo-Schwerin |                                                |  |  |       |  |  |                                    |  |  |                                       |  |
|                                    |                          | Gustavo VI Adolfo di Svezia          | Gustavo V di Svezia                            |  |  |       |  |  |                                    |  |  |                                       |  |
|                                    |                          | Gustavo VI Adolfo di Svezia          | Gustavo V di Svezia                            |  |  |       |  |  |                                    |  |  |                                       |  |
|                                    |                          | Gustavo VI Adolfo di Svezia          | Vittoria di Baden                              |  |  |       |  |  |                                    |  |  |                                       |  |
| Ingrid di Svezia                   |                          | Gustavo VI Adolfo di Svezia          |                                                |  |  |       |  |  |                                    |  |  |                                       |  |
|                                    |                          | Margherita di Connaught              | Arturo, duca di Connaught e Strathearn         |  |  |       |  |  |                                    |  |  |                                       |  |
|                                    |                          | Margherita di Connaught              | Arturo, duca di Connaught e Strathearn         |  |  |       |  |  |                                    |  |  |                                       |  |
|                                    |                          | Margherita di Connaught              | Luisa Margherita di Prussia                    |  |  |       |  |  |                                    |  |  |                                       |  |
|                                    |                          | Margherita di Connaught              |                                                |  |  |       |  |  |                                    |  |  |                                       |  |